# Julija Avita Mamaea
Julija Avita Mamaea ali preprosto Julija Mamaea, * ok. 180, † 235
Julija je bila hči Julije Maese, ene od vplivnih žensk, ki so ohranjale oblast dinastije Severa. Julia Mamea je bila sestra Julije Soaemias.
Julija Mamea se je poročila z Gesijem Marcijanom, s katerim je imela sina, kasnejšega cesarja Aleksandra Severa. Za razliko od svoje sestre Julija Mamea menda nikoli ni bila vpletena v škandal in je živela, kot pravijo, brezmadežno življenje. Ko sta se Elegabal in njegova mati Julija Soaemiasa izkazala za nesposobna vladarja, se je ponudila priložnost za Aleksandra Severja, sina Julije Mamije. Postal je cesar, ko so pretorijanci leta 222 n. št. ubili Elagabala. Julija Mamaeja je vladala kot regentka v imenu Aleksandra, ki je bil takrat star komaj 14 let. Takoj ko je odrasel, je Aleksander začel v celoti spoštovati svojo mater. Julija Mamea je spremljala svojega sina na vseh njegovih vojaških pohodih, kar je kot prakso uvedla tudi Julija Domna, žena Septimija Severja. Julia Mamea je torej odpotovala na Vzhod, v vojno proti Sasanidom, katera se je končal brez dokončnega rezultata in z velikimi izgubami. Spremljala je sina, ko je šel v vojno proti Germanom. Zaradi velikih izgub v sasanidski vojni je poskušal z Germani vzpostaviti mir z diplomacijo in podkupovanjem, da bi po nasvetu matere pridobil dodaten čas, kar ga je ob uvajanju stroge discipline še dodatno odtujilo od njegovih legij.  Ko so Aleksandra Severja blizu Mogontiacuma ubili njegovi lastni vojaki, je Julijo Mamaejo doletela ista usoda.